# Geert-Jan Knoops
Gerardus Godefridus Johannes Alexander (Geert-Jan) Knoops (Eindhoven, 10 juni 1960) is een Nederlandse advocaat en strafrechtdeskundige. Hij is verbonden aan het advocatenkantoor Knoops’ advocaten.

## Levensloop
Na de havo aan het Pleincollege Bisschop Bekkers in Eindhoven volgde Knoops van 1977 tot 1980 een opleiding aan de pedagogische academie en vervolgens tot 1982 een officiersopleiding bij het Korps Mariniers, waarna hij commandant werd van een infanteriepeloton. Hij wilde aanvankelijk zeebioloog worden. Nadat hij militairen had bijgestaan die voor de krijgsraad moesten verschijnen, koos Knoops voor rechtsgeleerdheid. Anno 2025 is Knoops nog steeds reserve-officier in de rang van luitenant-kolonel bij het Korps Mariniers.
Hij studeerde vanaf 1982 civiel recht aan de Katholieke Universiteit Brabant, waar hij in 1987 afstudeerde, en studeerde strafrecht aan het Willem Pompe Instituut van de Rijksuniversiteit Utrecht. Vervolgens werd hij strafrechtadvocaat. Knoops was aanvankelijk verbonden aan het advocatenkantoor van Max Moszkowicz sr., maar begon in 1994 een eigen praktijk - samen met zijn echtgenote Carry Hamburger, met wie hij in 1993 was getrouwd. In 1998 promoveerde hij aan de Universiteit Leiden op het proefschrift Psychische overmacht en rechtsvinding. In 2002 richtte hij het Forensic Sciences Expert Centre op, dat advocaten toegang moest bieden tot onafhankelijke forensische deskundigen, en in datzelfde jaar werd hij tot reserve-majoor bij het Korps Mariniers benoemd. Per 1 februari 2003 werd Knoops benoemd tot hoogleraar strafrecht en strafprocesrecht aan de faculteit Rechtsgeleerdheid van de Universiteit Utrecht. In 2004 behaalde hij een tweede doctorsgraad aan de National University of Ireland, in Galway. Vanaf 2005 was hij voor een periode voorzitter van het Willem Pompe Instituut, als opvolger van professor Chrisje Brants. Knoops werd in 2009 benoemd tot officier in de Orde van Oranje-Nassau.

## Strafzaken
Knoops is onder meer bekend als advocaat van de marinier Eric O., de zwagers Wilco Viets en Herman du Bois (Puttense moordzaak), Machiel Kuijt, Ernest Louwes (Deventer moordzaak), Julio Poch, Martien Hunnik (heropening van de strafzaak van de Hilversumse showbizzmoord), Marco Kroon, Frank Masmeijer (drugssmokkel) en Geert Wilders. Hij behandelde ook zaken voor het Joegoslaviëtribunaal, het Rwandatribunaal en het Sierra Leonetribunaal. Verder trad hij op als adviseur in een proces dat bij het Amerikaans Hooggerechtshof was aangespannen door Ahmed Hamden.

## Jodendom
Alhoewel Knoops van huis uit rooms-katholiek is, heeft hij grote interesse gekregen in het jodendom, waarmee hij door zijn huwelijk in aanraking kwam. Dit heeft ertoe geleid dat hij zich sterk op dit geloof is gaan oriënteren; zo houdt hij zich aan de joodse spijswetten, bezoekt hij op de sabbat de synagoge en verricht hij op deze dag geen werkzaamheden. Het katholicisme ervaart hij als passief; dit in tegenstelling tot het jodendom, waarbinnen meer over allerlei relevante zaken van gedachten wordt gewisseld en waar de geestelijke – de rabbijn – dichter bij de 'gewone' gelovigen staat, aldus Knoops.

## Persoonlijk
Knoops is getrouwd met de advocaat Carry Knoops-Hamburger met wie hij een juridische maatschap vormt.